# Kamadeva

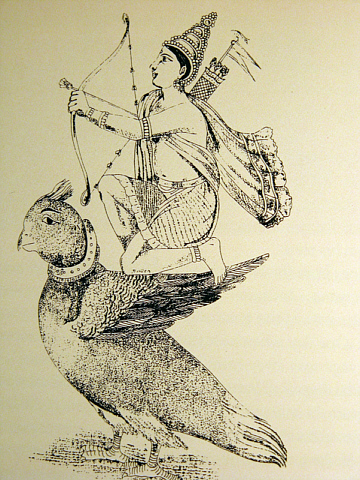
Grabado del, que muestra a Kamadeva montado sobre su loro, disparando flechas de flores.

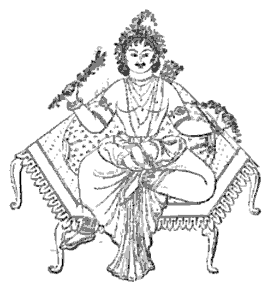
Kamadeva con su cabeza adornada con flores; en su espalda se ve la aljaba con flechas floridas. Dibujo publicado en la pág. 213 del libro Hindu Mythology: Vedic and Purānic, de William Joseph Wilkins (Thacker, Spink & Co., 1882).

Kāmadeva es el dios hindú del amor.

## Iconografía
Se le suele representar como un hombre alado, joven y hermoso.
Tiene un arco de caña de azúcar (con abejas posadas sobre él) y sus flechas están decoradas con cinco tipos de flores fragantes.
La cuerda está hecha con abejas [que producen miel kama madhu: ‘la miel del deseo’] enganchadas entre sí.
Su nombre kāma significa ‘deseo sexual’ (según algunos monjes hindúes: ‘lujuria’, más peyorativo) y deva: ‘dios’.
El conocido libro Kāma Sūtra (‘aforismos de Kāma’ o ‘máximas sobre el amor’) de Vatsiaiana, está inspirado en este dios hindú.
Su compañera es la primavera (con sus símbolos: un cucú, un loro, abejas, y la brisa suave).

## Mitología
De acuerdo con el Śiva Purāna, Kāmadeva es hijo (o mejor dicho creación) del dios Brahmā (creador del universo).
De acuerdo con otras fuentes, incluido el Skanda Purāna, Kāmadeva es hermano de Prasuti; ambos son hijos de Shatarupa (‘cien formas’), la cual es creación del Señor Brahmā.
Todas las fuentes coinciden en que Kāmadeva está casado con Ratī, hija de Prasuti y del patriarca Daksha (quienes son creaciones de Brahmā).
De acuerdo con el Bhāgavat Purāna, Kāmadeva reencarnó como Pradyumna, el hijo del dios Krishná y de su primera esposa Rukminī.

## Leyenda principal
Quizás el mito más conocido respecto de Kāmadeva es el que cuenta su aniquilación y posterior resurrección en manos del Señor Shivá.
En el Kumāra Sāmbhava, Kandarpa (Kāmadeva) resolvió ayudar a la doncella Pārvatī para que se ganara el amor del Señor Shivá. Kandarpa disparó sus invisibles dardos de deseo contra Śivá para interrumpir su meditación y permitir que Pārvatī se ganara su atención. Pero el ardid se le volvió encontra: Shivá se distrajo momentáneamente de su meditación, pero inmediatamente se dio cuenta de lo que había sucedido. Se enfureció, abrió su terrible tercer ojo y con una sola encendida mirada prendió fuego a Kandarpa. El cuerpo de Kandarpa quedó reducido a cenizas.
La calamidad no era sólo personal, ya que la aniquilación de Kāma (el deseo sexual), provocaría que el mundo se volviera frígido y nunca más se regenerara. Incluso el casamiento de Śhivá y Párvatī nunca tendría lugar.
Más tarde, atendiendo al pedido de los dioses (que temían que ya no hubiera más humanos que les ofrecieran oblaciones) y  la intercesión de la diosa Párvati en favor de la esposa de Kandarpa, Rati, el Señor Shivá lo resucitó, asegurando de esa manera la continuidad reproductiva del mundo. Shivá volvió a Kandarpa a la vida, pero solo como una imagen mental.

### Holi
Se cree que Holī (el festival anual en que los participantes se tiran pinturas unos a otros) —y especialmente la pirotecnia que se enciende ese día— se trata de algún tipo de conmemoración de esta leyenda.

### Moraleja
Los fundamentalistas hindúes (de tendencia al celibato) interpretan este mito como una enseñanza de Shiva a la humanidad, aleccionando a los seres humanos a valorar más el estado mental y emocional del amor que la lujuria física.

## Otros nombres de Kāma
- Ananga (an: ‘sin’; anga: ‘forma’): ‘el incorpóreo’.
- Kāma: ‘deseo sexual’.
- Kandarpa (quizá de kam ‘amar’ y darpa: ‘orgullo, vanidad’): ‘falo’.
- Madana: enloquecedor, embriagador.
- Manmatha: agitador de la mente (man: ‘mente’, matha: ‘agitador’).
- Manodāhin: el que enciende la mente (manas: ‘mente’, dāhī: ‘que inflama’).
- Manásija: ‘generado por la mente’ (manási: ‘mente’, ja: ‘nacido’).
- Pushpabāna: ‘el que tiene flechas de flores’ (pushpa: ‘flor’, bāna: ‘flecha’). También es un nombre con que se invoca a Krishná en el mantra Gāyatrī.
- Pushpachāpa: ‘arco de flores’, el arco de Kāmadeva (pushpa: ‘flor’, chāpa: ‘arco’).
- Pushpadhanva: ‘el que tiene flores’ (pushpa: ‘flor’, dhanu: ‘arco’).
- Púshpaketana: ‘[deidad] cuyo símbolo son las flores’ (pushpa: ‘flor’, kétana: ‘marca, símbolo’).
- Pushpapattrin: ‘que tiene flechas de flores’, el arco de Kāmadeva (pushpa: ‘flor’, patrī: ‘que tiene flechas’, patra: ‘hoja, pluma, flecha’).
- Pushpavān: ‘el que tiene flores’ (pushpa: ‘flor’, vat: ‘que posee’).
- Rāga-chana: cubierto de lujuria (rāga: ‘deseo sexual’, chana: ‘cubierto de’).
- Rāga-chūrna: el que bate la lujuria (rāga: ‘deseo sexual’, chūrna: ‘que bate’).
  - Árbol (Acacia catechu) cuya madera se usa para teñir (rāga significa también ‘teñir’).
  - Polvo rojo que los hindúes se tiran unos a otros en el festival Holī (rāga significa también ‘tintura roja’).
- Rāga-rajju: soga de la lujuria (rāga: ‘deseo sexual’, rájju: ‘soga’).
- Rāga-vrinta: ‘falo’ (rāga: ‘deseo sexual’, vrinta: ‘tallo’).
- Ratikānta: ‘el amado de Rati’ (ráti: ‘pasión sexual’, personificada como una de las dos esposas de Kāmadeva, junto con Prīti; kānta: ‘amado por’).
- Ratipati: ‘señor de Rati’ (pati: ‘señor, esposo, protector’).
- Ratipriyá: ‘el querido de Rati’ (priyá: ‘querido por’).
- Rati-ramana: el que le da placer a Rati’ (ramana: ‘el que da placer’).
- Ratīśa: ‘señor de Rati’ (īśa: ‘señor, controlador’).
- Rati-sahachara: ‘esposo de Rati’ (sahachara: ‘esposo’).